# Đại hội Thể thao Trẻ châu Á 2021
Đại hội Thể thao Trẻ châu Á lần thứ 4 (tiếng Anh: 2021 Asian Youth Games) sẽ được tổ chức tại Sán Đầu, Quảng Đông, Trung Quốc vào năm 2021. Ban đầu được lên kế hoạch là Đại hội Thể thao lần thứ tư, Hội đồng Olympic châu Á sau đó được quyết định hoãn Đại hội Thể thao Trẻ châu Á lần thứ ba từ năm 2017 đến năm 2021.

## Lịch sử
Hambantota, Sri Lanka đã quyết định đấu thầu cho Đại hội Thể thao năm 2017 sau khi mất phiếu bầu để tổ chức Đại hội Thể thao Khối thịnh vượng chung 2018, được trao cho Gold Coast ở Úc. Vào ngày 15 tháng 6 năm 2012, chủ tịch Hội đồng Olympic châu Á, Ahmed Al-Fahad Al-Ahmed Al-Sabah đã tuyên bố rằng Hambantota đã được chọn làm chủ nhà của Đại hội Thể thao này. Indonesia, Qatar, Thái Lan, Các Tiểu vương quốc Ả Rập Thống nhất, Uzbekistan cũng đấu thầu để tổ chức đại hội thể thao này nhưng cuối cùng đã không thành công.
Vào ngày 8 tháng 11 năm 2012, Hội đồng Olympic châu Á đã trao quyền đăng cai Đại hội Thể thao Trẻ châu Á 2021 cho Surabaya, Indonesia. Surabaya là nhà thầu không thành công cho Đại hội Thể thao châu Á 2019 khi họ đã bị Hà Nội, Việt Nam đánh bại. Sau khi Jakarta và Palembang đã được trao Đại hội Thể thao châu Á 2018 trong lựa chọn chủ nhà thứ hai do Hà Nội đã rút lui, quyền đăng cai Đại hội Thể thao Trẻ châu Á 2021 được trao cho Surabaya đã bị từ chối.
Đại hội Thể thao Trẻ châu Á 2017 (AYG) đã là một sự kiện thể thao đa môn quốc tế. Ban đầu được lên kế hoạch tổ chức bởi thành phố Hambantota, Sri Lanka. Tuy nhiên, một chủ nhà mới cho AYG 2017 đã được quyết định tại một đại hội đồng Hội đồng Olympic châu Á trong tương lai sau khi Sri Lanka mất quyền đăng cai. Sri Lanka đã bị OCA tước quyền chủ nhà do sự can thiệp chính trị của Ủy ban Olympic quốc gia bởi chính phủ. Sự thay thế của Sri Lanka đã được quyết định tại một đại hội đồng OCA dự kiến vào tháng 9 năm 2015. Indonesia ban đầu được OCA đề nghị tiếp quản vị trí chủ nhà và đại hội thể thao này được đề xuất như một sự kiện thử nghiệm cho Đại hội Thể thao châu Á 2018, nhưng nó đã được quyết định hoãn lại sự kiện này cho đến năm 2021 tìm thấy thành phố chủ nhà thay thế nào.
Vào ngày 3 tháng 3 năm 2019, Hội đồng Olympic châu Á đã trao quyền đăng cai cho Sán Đầu trong Đại hội đồng OCA lần thứ 38 ở Băng Cốc, Thái Lan sau khi Sán Đầu là thành phố duy nhất tuyên bố ứng cử.

## Môn thể thao
| - Điền kinh () - Thể thao nước - Nhảy cầu () - - Bơi () - - Bóng nước () - Bóng rổ 3x3 () - Cầu lông () | - Bóng chuyền bãi biển () - Thuyền rồng () - Bóng đá () - Golf () - Thể dục dụng cụ () - Bóng ném () | - Bóng bầu dục bảy người () - Lướt sóng () - Bóng bàn () - Taekwondo () - Wushu () |

## Các quốc gia đang tham gia
45 quốc gia sẽ tranh tài tại Đại hội Thể thao Trẻ châu Á 2021.
| Ủy ban Olympic Quốc gia đang tham gia |
| --- |
| - Afghanistan - Bahrain - Bangladesh - Bhutan - Brunei - Campuchia - Trung Quốc (chủ nhà) - Đài Bắc Trung Hoa - Đông Timor - Hồng Kông - Ấn Độ - Indonesia - Iran - Iraq - Nhật Bản - Jordan - Kazakhstan - Kuwait - Kyrgyzstan - Lào - Liban - Ma Cao - Malaysia - Maldives - Mông Cổ - Myanmar - Nepal - CHDCND Triều Tiên - Oman - Pakistan - Palestine - Philippines - Qatar - Ả Rập Xê Út - Singapore - Hàn Quốc - Sri Lanka - Syria - Tajikistan - Thái Lan - Turkmenistan - UAE - Uzbekistan - Việt Nam - Yemen |